# Stadskanaal (plaats)
Stadskanaal (Gronings: Knoal) is een woonplaats in de gemeente Stadskanaal in de Nederlandse provincie Groningen. Anno 2023 heeft het 19.060 inwoners en behoort daarmee tot de grootste plaatsen in de provincie. Samen met het over de provinciegrens gelegen Nieuw-Buinen, vormt het een dubbelkern met net geen 24.000 inwoners. De plaats is ontstaan als veenkolonie en uitgegroeid tot een regionaal centrum dat de derde winkelstad van de provincie is met 75.142 m2 winkelvloeroppervlak.

## Geografie
Stadskanaal vormt een van de centra van de Kanaalstreek; het dorpenlint (en in bredere zin ook de omgeving daarvan) dat zich uitstrekt vanaf Stadskanaal via Musselkanaal en Ter Apelkanaal tot aan Barnflair aan de Duitse grens. Een belangrijk deel van de bebouwing van Stadskanaal ligt als een bijna 10 kilometer lang lintdorp langs het gelijknamige kanaal. Dit lintdorp loopt langs het Stadskanaal vanaf de gemeente Veendam naar de gemeente Westerwolde (bij Musselkanaal) over een lengte van 16 kilometer. Aan weerszijden liggen woonwijken, maar de meeste bebouwing bevindt zich aan noordzijde van het kanaal.
Stadskanaal viel tot 1969 deels onder de gemeente Wildervank (Nieuw-Stadskanaal) en deels onder de gemeente Onstwedde. De vroegere scheiding lag bij de Gele Klap over de Krommewijk tussen de Handelsstraat en de Poststraat.

### Woonwijken

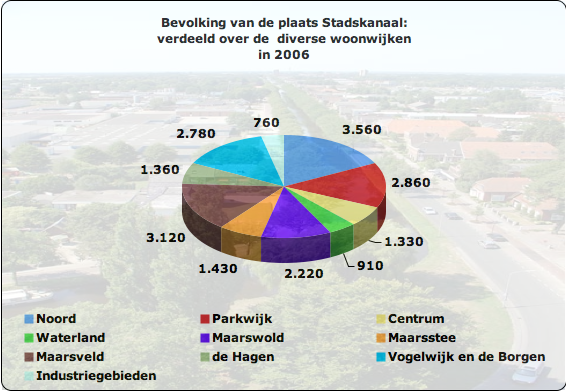
Bevolking van de plaats Stadskanaal. Grafiek gebaseerd op gegevens van het [http://statline.cbs.nl/StatWeb/table.asp?TT=2&LA=nl&DM=SLNL&PA=70904ned&D1=9&D2=405-437&D3=l CBS

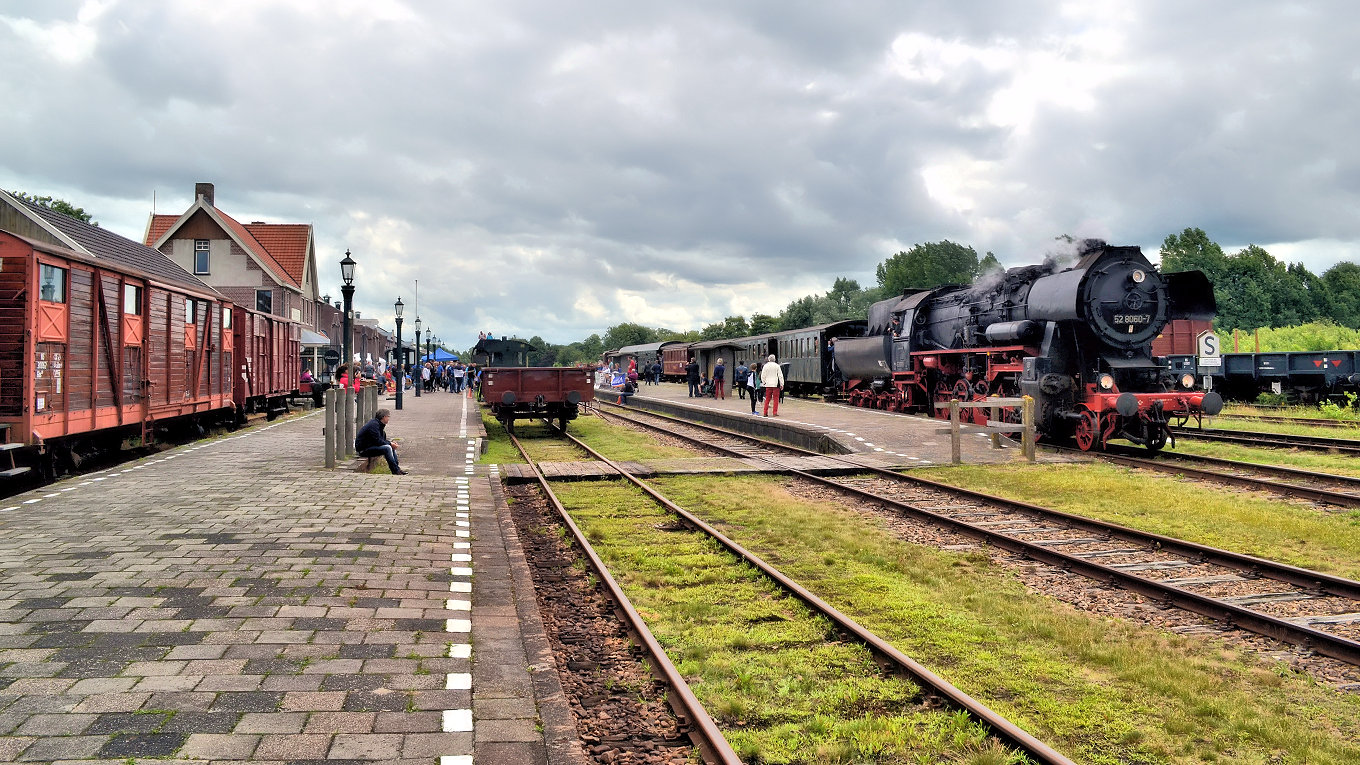
Museumspoorlijn STAR Stadskanaal

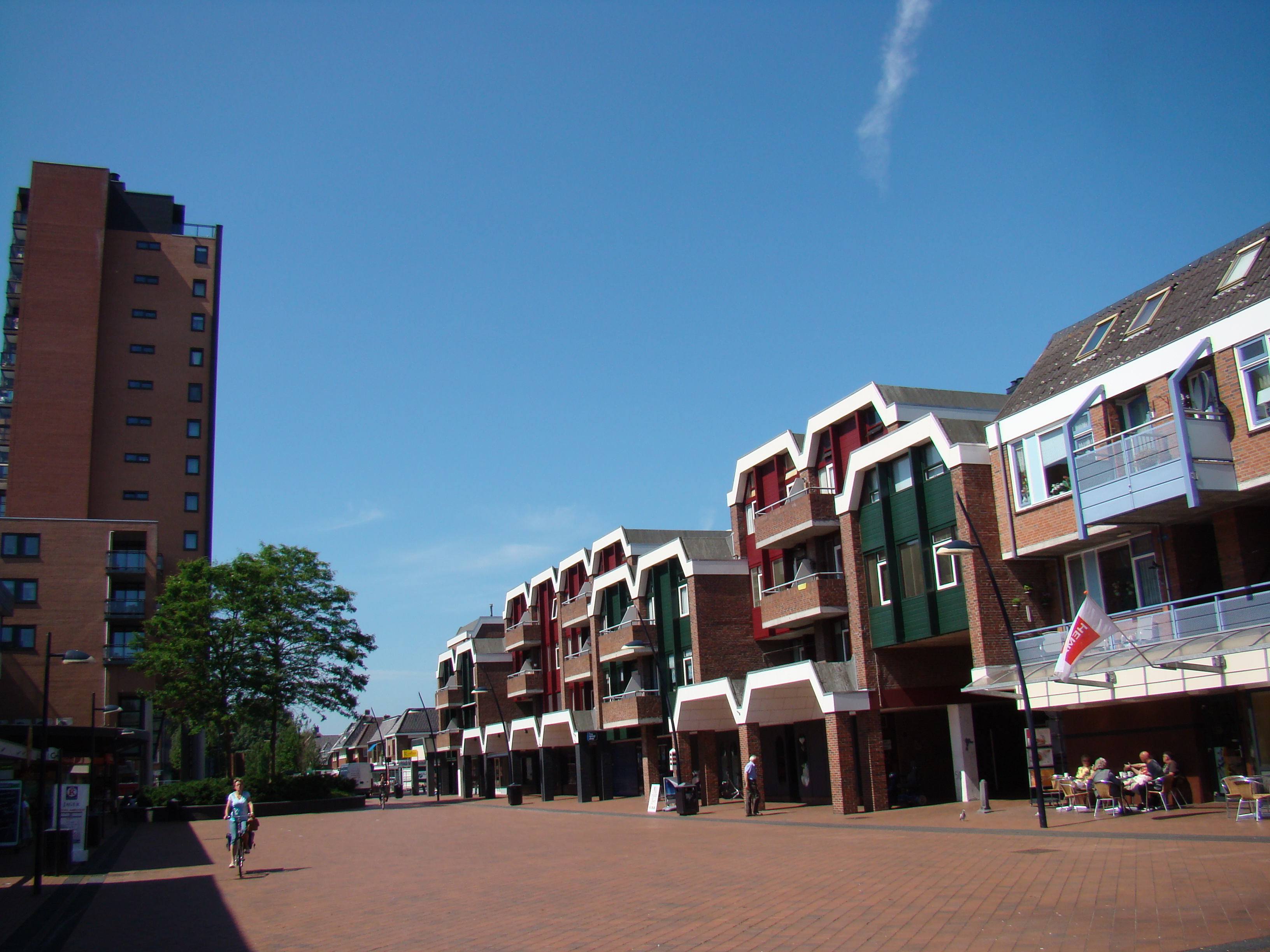
Europalaan in het centrum van Stadskanaal

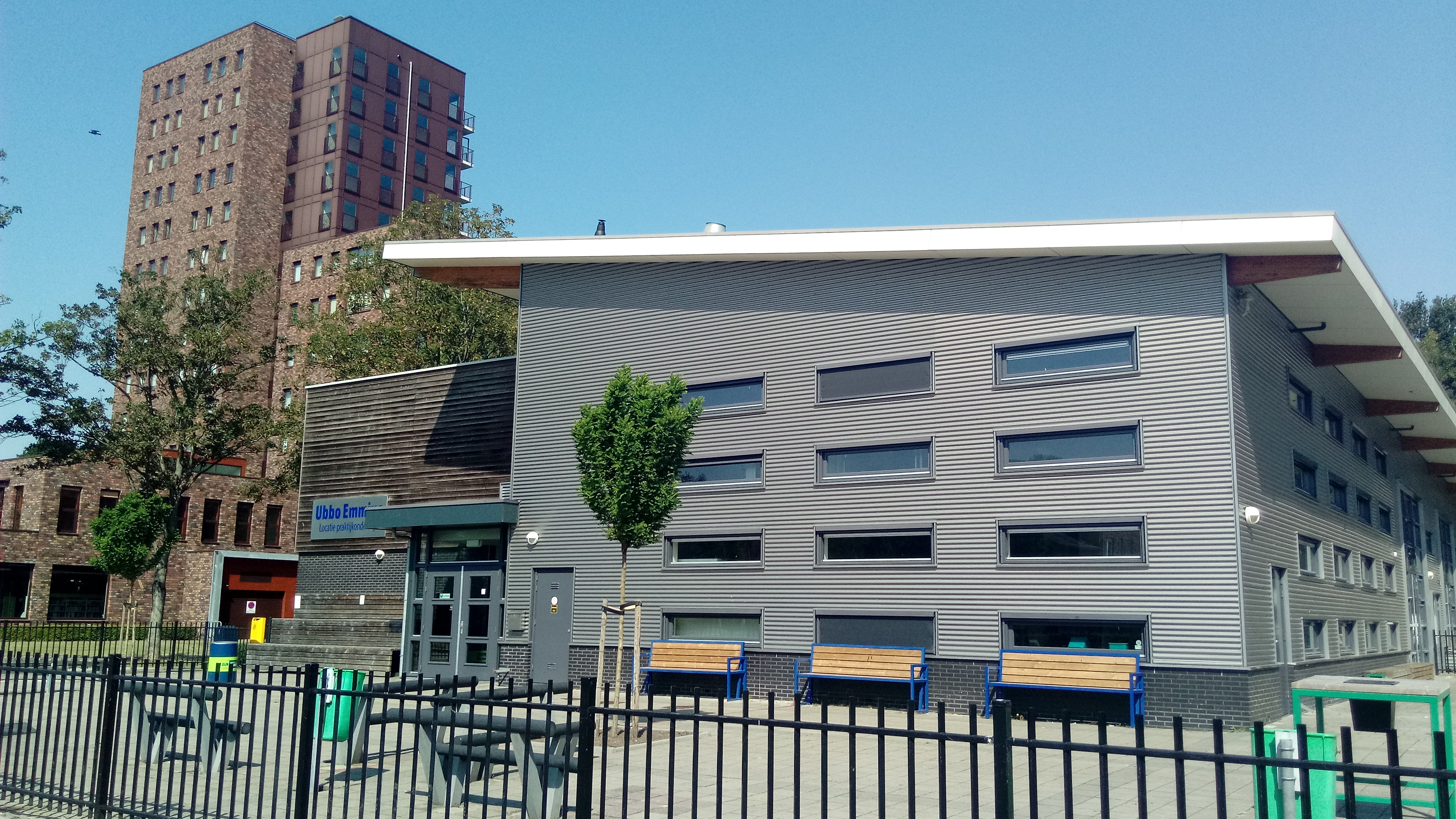
Praktijkschool en hoogbouw centrum Stadskanaal

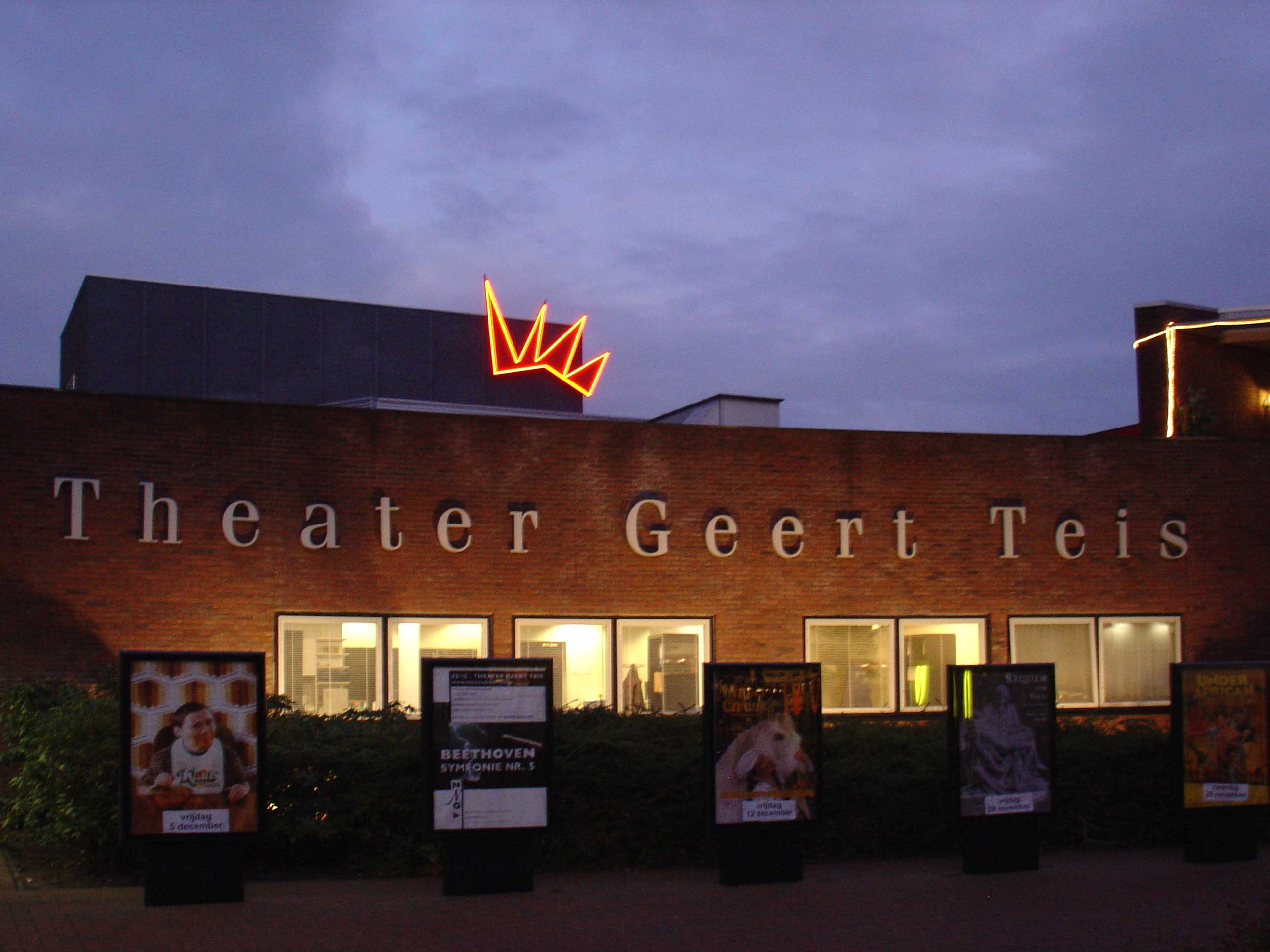
Theater Geert Teis Stadskanaal

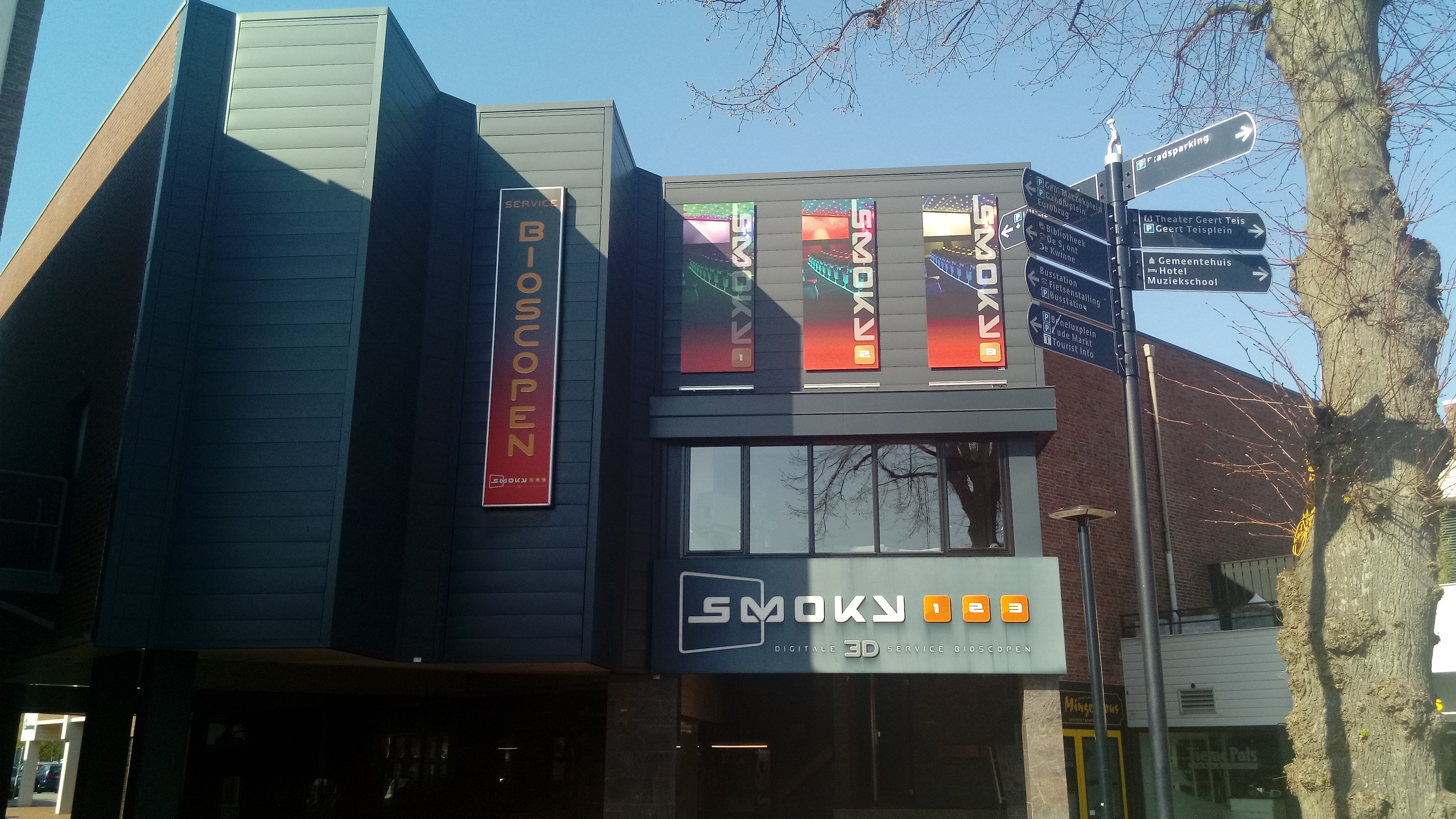
Smokey bioscoop in het centrum van Stadskanaal

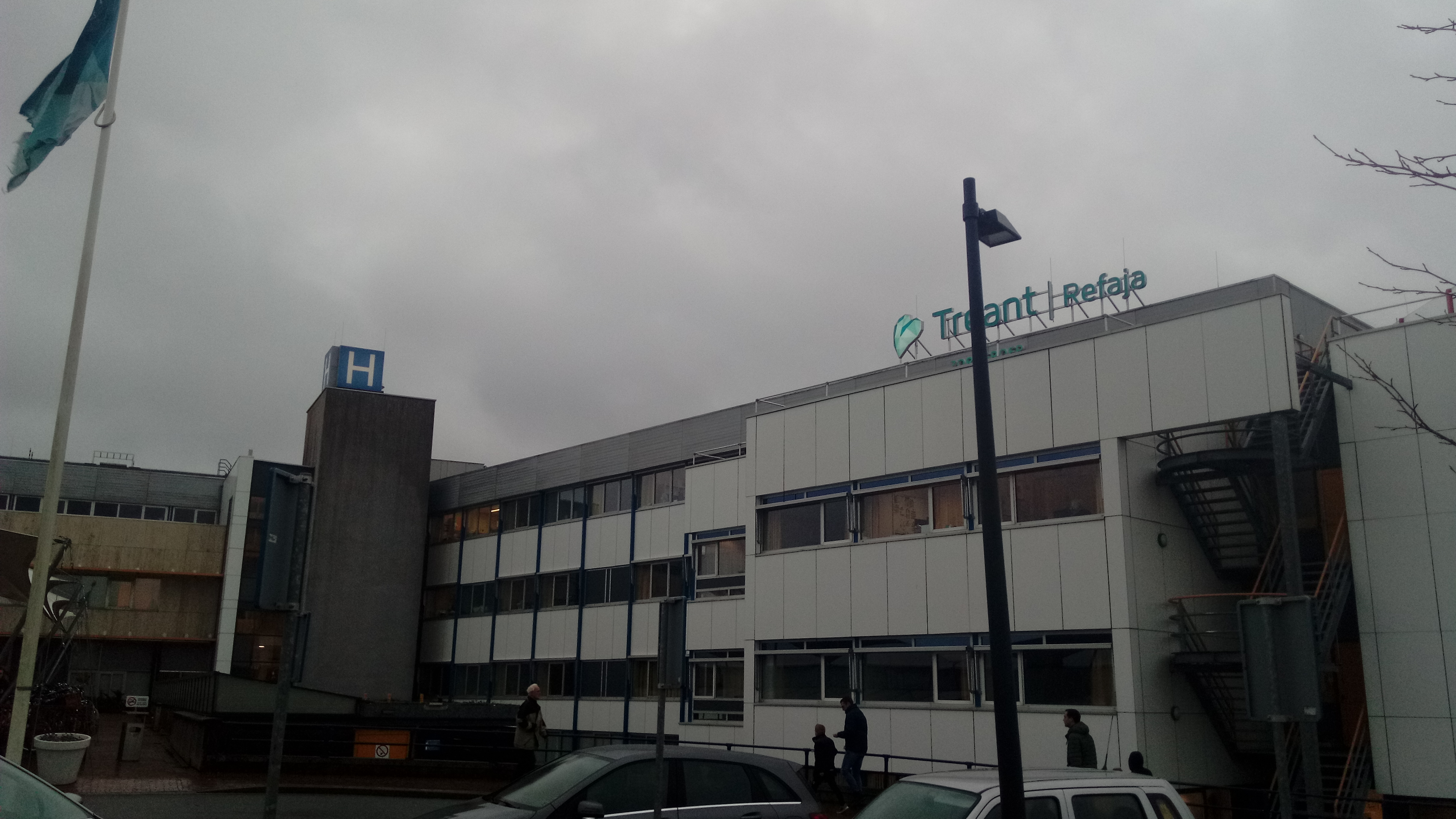
Refaja ziekenhuis Stadskanaal

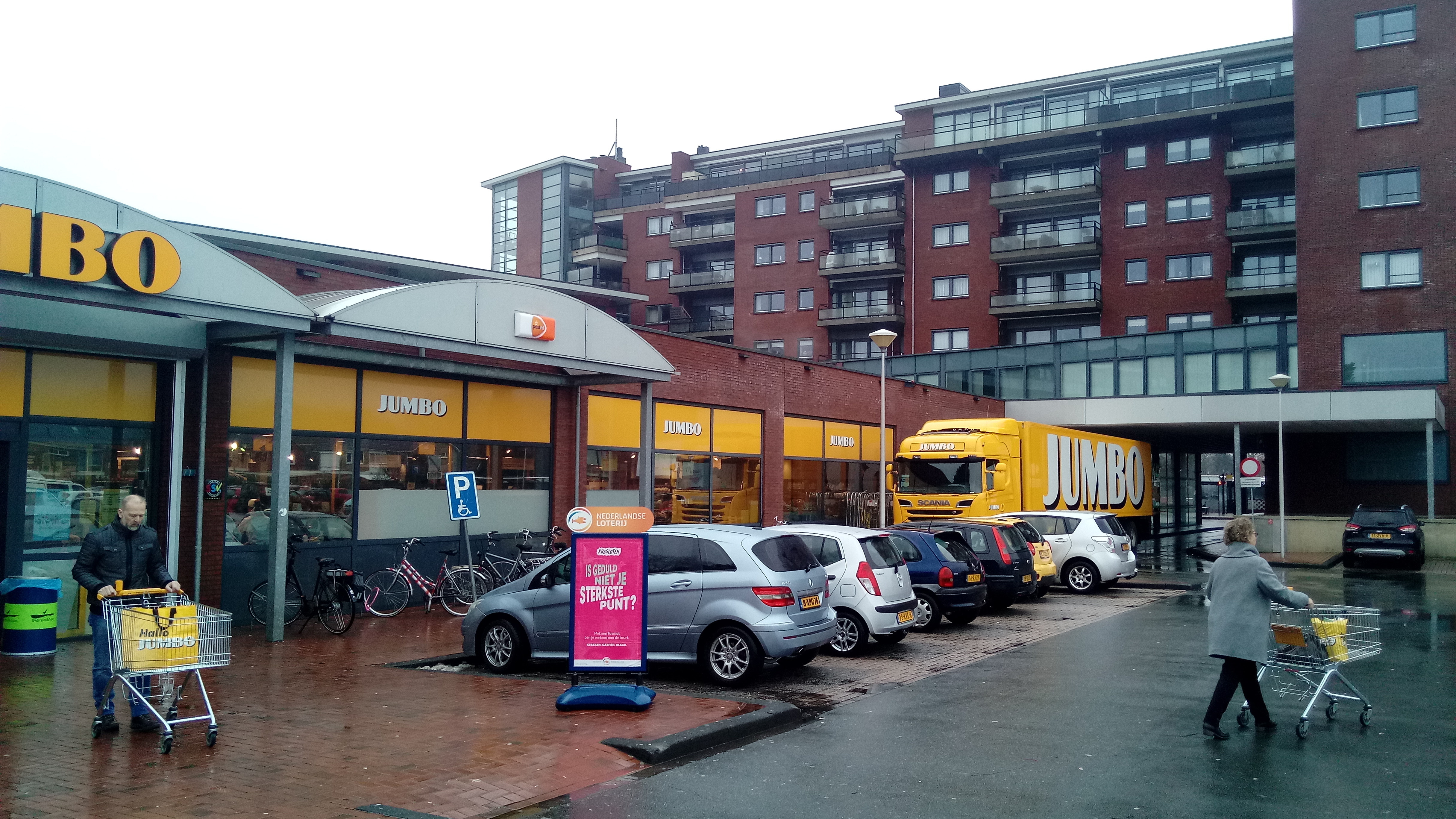
Beneluxplein Stadskanaal

Stadskanaal-Noord
Dit is het noordelijkste gedeelte van Stadskanaal en viel tot 1969 onder de gemeente Wildervank. De meeste woningen hier liggen aan het kanaal. Vlak bij deze wijk ligt ook het Refaja Ziekenhuis.
ParkwijkDit is een wijk die geheel aan de westzijde van Stadskanaal ligt. De woningen zijn heel verschillend. Er zijn rijtjeswoningen, maar ook vrijstaande huizen. Verder bevindt zich in deze wijk ook een groot park, het Julianapark. De wijk ligt tegenover het centrum, aan de andere kant van het Stadskanaal. Tevens bevat de wijk een verzorgings- en bejaardenhuis en diverse scholen, waaronder een middelbare school.
CentrumIn het centrum van Stadskanaal zijn er ook woongelegenheden. Dit zijn meestal appartementen of woningen boven winkels.
WaterlandDit is de nieuwste wijk van Stadskanaal. Hier staan veel luxe huizen, variërend van twee-onder-een-kap tot vrijstaande villa. Deze wijk ligt niet ver van het ziekenhuis en ook niet ver van het centrum.
MaarswoldDeze wijk ligt aan de rand van het centrum. Hier staan veel rijtjeswoningen, twee-onder-een-kapwoningen en bungalows. Deze wijk ligt tussen het centrum en Maarsveld in.
MaarssteeDeze wijk is opgezet in het midden van de jaren 50 tijdens de bouw van een Philipsfabriek, ook in Stadskanaal. In de straten, die genoemd zijn naar provincies, landen en continenten, staan veel rijtjeswoningen en kleine flats. Deze wijk ligt tussen het centrum en het Pagedal in en zeer dicht bij Busstation Stadskanaal, waardoor het goed bereikbaar is met het openbaar vervoer. De wijk heeft ook een klein eigen winkelcentrum. Aan de Vlaanderenlaan bevindt zich het uitvaartcentrum "Maarsstee". De wijk is in de periode vanaf 2007 geheel gerenoveerd.
MaarsveldDit is een heel gemengde wijk. Er staan twee grote flats en heel veel rijtjeswoningen en twee-onder-een-kapwoningen. Tevens bevindt zich in deze wijk een straat met huizen die vooral voor gehandicapten zijn bedoeld. In deze huizen is een benedenslaapkamer en genoeg ruimte voor rolstoelers.
Recreatiegebied PagedalIn deze "recreatiewijk" is een groot overdekt sportcentrum met een zwembad, tennisbanen enz. Ook is er een grote zwemplas en een grote bos-weilandencombinatie waar gelopen en gefietst kan worden. Verderop zijn er nog een manege en een hertenkamp aanwezig.
De HagenDit is een wijk waar twee-onder-een-kapwoningen en rijtjeswoningen staan. Het is een wijk die tussen het centrum en de Vogelwijk in ligt.
VogelwijkDit is een kindvriendelijke wijk naast het Pagedal, met veel twee-onder-een-kapwoningen en vrijstaande woningen. In het "Horsten" gedeelte zijn er meer vrijstaande woningen, terwijl er in het "Hofjes" gedeelte meer twee-onder-een-kapwoningen zijn. Het is een wijk met redelijk veel natuur.
De BorgenDeze wijk bestaat vrijwel alleen uit vrijstaande woningen. De wijk, aan de oostzijde van Stadskanaal, grenst aan het Pagedal. Er is redelijk veel natuur in deze wijk.
Bedrijventerrein Dideldom en Bedrijventerrein Gedempte VleddermondDit zijn de twee grote industrieterreinen van Stadskanaal met een totale oppervlakte van 120 hectare, waarvan 55 hectare op Dideldom. Er is wel woongelegenheid, maar er zijn meestal toch grote bedrijven en doe-het-zelfzaken gevestigd.

## Geschiedenis

### Aanleg van het kanaal en de eerste bewoners
De aanleg van het kanaal en de bouw van de plaats werden voorafgegaan door een geheim besluit van de stad Groningen in 1762, waarin overeen werd gekomen om vanaf de Groninger stadslanden in het geheim ook de Drentse gronden te gaan vervenen. Daartoe moest een kanalenstelsel naar het zuidoosten worden gegraven om vandaar uit ook het veen uit de Drentse gebieden te kunnen afvoeren. De traditionele 'stichtingsdatum' van de plaats is 11 februari 1765, toen de burgemeester en de raad van de stad Groningen het besluit namen om het Oosterdiep bij Wildervank te verlengen tot aan Bareveld en van daaruit parallel aan de Semslinie 335 meter ten noordoosten daarvan een nieuw kanaal te graven naar het zuidoosten om de veenkoloniën van het zuidoosten van de provincie Stad en Lande en het oosten van het Landschap Drenthe te kunnen vervenen. Dit werd het Stadskanaal, dat letterlijk "kanaal van de Stad (Groningen)" betekent. Het kanaal werd door een honderdtal Groningse en Duitse arbeiders met de hand gegraven onder leiding van verveners als Jan Uniken en de families Van der Tuuk, Bosscher, Spier en Oosterwijk. Het Stadskanaal kreeg een dubbel kanalenstelsel met een hoofddiep en een achterdiep. Het achterdiep kreeg de naam Boerendiep, dat vanaf 1783 werd gegraven. De eigenlijke stichting van de plaats vond echter pas plaats in 1787 toen de eerste veenplaatsen werden uitgegeven en de eerste twaalf houten huizen van Stadskanaal verrezen ten noorden van de Pekelderweg (de huidige Scheepswerfstraat) op de hoek met de Pekelderstraat. Aan overzijde van het Pekelderdiep staat sinds 2002 aan een onverhard weggetje (bereikbaar vanaf de weg Noorderdiep) achter de huizen het kunstwerk '1787' van Jorgen Leijenaar ter nagedachtenis aan deze eerste bewoners. Kort daarop verrees nog een 13e woning, waarschijnlijk voor de stadsopzichter. De eerste huizen verrezen bewust aan noordzijde van het kanaal omdat de stad Groningen alleen Groningers en geen Drenten als bewoners wilde. Deze houding zorgde ervoor dat er tot op heden veel minder huizen aan zuidzijde van het kanaal staan. Vervolgens werd de eerste houten sluis (het Springersverlaat) aangebracht in het kanaal. In 1789 was het het hoofddiep gevorderd tot de Buinerstreng (de huidige Buinerweg). In eerste instantie waren de huizen van de plaats verdeeld over de gemeenten Wildervank, Onstwedde en Pekela. In 1802 werd de eerste 'Stadskanaalster' geregistreerd (een dopeling). In 1810 waren er volgens een schoolopziener echter al 66 schoolkinderen, waarvoor in 1816 een school werd gebouwd. De bewoners van deze afgelegen veenkolonie waren zeer arm: De schoolopziener schreef "Deze veenkolonie [...] bestaat tot nog toe meest uit geringe bewoners van hutten en kleine huisjes bij het nieuwe veen gebouwd; onbeschaafdheid heerscht hier nog in eene groote maat." De eerste bewoners werden ook wel beschouwd als anarchisten die bij onenigheid over het loon in staking gingen of zelfs het veen in brand staken. Het vormde een van de plekken waar mensen woonden die liever onder de radar bleven. In de buurt zwierven dieven rond die onder andere schapen stalen. Ook werd er veel gesmokkeld in dit afgelegen gebied.
Rond 1800 ontstond onenigheid tussen de Groningers en Drenten over wie de kosten zou moeten betalen voor de aansluiting van de Drentse veengebieden op het Stadskanaal. De Drenten legden monden aan naar het kanaal, maar de stad liet deze weer dichtgooien. Ook werd de verdere aanleg van het kanaal eerst stopgezet. Na een bezoek van koning Willem I in 1814 werd overeengekomen dat de Drenten mee moesten meebetalen en werd de aanleg weer voortgezet. In 1815 was het kanaal gevorderd tot de plek van de latere watertoren van Stadskanaal. Het kanaal zorgde voor een enorme groei van de plaats. Tussen 1818 en 1849 nam de bevolking met 600 procent toe, waardoor er een lintdorp van vooral boerderijen en woonhuizen ontstond aan beide zijden van het hoofddiep en aan noordzijde van het Boerendiep. De 8 schutsluizen in het kanaal (waarvan 3 in Stadskanaal) zorgden voor veel oponthoud bij de turfschepen, die vaak lang moesten wachten. Op deze plekken verrezen veel winkels zoals bakkers, kruideniers, slagers en 'lapjeslui' waar de schippers inkopen konden doen. In 1830 verrees de eerste (hervormde) kerk, gevolgd door een (afgescheiden) kerk in 1835, een katholieke kerk in Zandberg in 1843 en een doopsgezinde vermaning in 1851. Ook uit die tijd dateert de Familiebegraafplaats Uniken van de eerder genoemde verveender Jan Uniken. Tegenover de Dalweg verrees tussen het Springersverlaat en de weg naar Gasselterboerveenschemond het gehucht Bonnermond (de enige mond op Gronings grondgebied), dat later opgenomen werd in de kern van Stadskanaal.

### Industrie en spoorverbindingen
In 1856 bereikte het kanaal Ter Apel. Door het verder verlengen van het kanaal tot Munnekemoer bij de Duitse grens in 1865 nam het verkeer over het kanaal toe. Ook verplaatste het centrum zich hierdoor van haar oorspronkelijke locatie ten oosten van de Pekelderstraat verder naar het zuidoosten, om in de jaren 1930 uit te komen in het gebied tussen de Drouwenermond en de Buinermond. De arme dalgronden die achterbleven na de vervening werden lange tijd niet bemest omdat de arme bewoners geen geld hadden om de dure stadsdrek te kopen. Met de introductie van de kunstmest en de opkomst van de aardappel vanaf ongeveer 1850 werden de gronden echter door externe kolonisten opgekocht en met name vanaf het Boerendiep tot ontwikkeling gebracht. Zij lieten hier ook een aantal oldambtster boerderijen bouwen. De aardappel leidde vanaf het tweede deel van de 18e eeuw tot de bouw van enkele moutstokerijen langs het kanaal (van Johannes van der Tuuk en Smit & Bosscher), waarbij het afval van de aardappels gevoederd werd aan ossen die in een aangrenzende stal werden vetgemest voor export naar Engeland. Vanwege de kleine schaal van de landerijen verrezen er vooralsnog geen strokartonfabrieken. De moutstokerijen konden uiteindelijk echter niet op tegen de goedkopere en kwalitatief betere moutwijn uit Schiedam en sloten daarop hun deuren. In 1861 kreeg Stadskanaal een spoorverbinding met Veendam door de aanleg van een paardentramlijn door de Eerste Groninger Tramway-Maatschappij. In 1866 werd op de plek van de voormalige moutstokerij van Smit & Bosscher aardappelmeelfabriek "Stadskanaal" opgericht door Willem Albert Scholten. In 1871 waren er verder vijf scheepswerven en een groot aantal smederijen bij Stadskanaal. In 1910 was het aantal scheepswerven tussen Bareveld en de IJzeren Klap bij Musselkanaal gestegen tot 16. Hier werden zowel turfschepen, kust- als zeeschepen gebouwd.
Pas rond 1900 -lang na Hoogezand-Sappemeer en Veendam- verrees de eerste industrie van enige betekenis bij de plaats. In 1895 kwam een paardentramlijn naar Ter Apel gereed. In de jaren 1900 werd Stadskanaal aangesloten op de spoorlijnen van de NOLS: In 1905 werd de plaats aangesloten op de spoorlijn Zwolle - Stadskanaal en in 1910 op de spoorlijn Stadskanaal - Zuidbroek. In 1924 volgde nog de spoorlijn Stadskanaal - Ter Apel Rijksgrens van de S.T.A.R.. Hierdoor werd het in 1903 gereed gekomen Station Stadskanaal een groot spoorwegknooppunt met meer dan 400 spoorwegemployés. In de hoogtijdagen vertrokken dagelijks 14 treinen naar Zuidbroek, 8 naar Assen en 6 naar Coevorden. Rondom het station ontstonden veel bedrijven en ook een nieuw stadscentrum met veel fraaie bedrijfsgebouwen, villa's en winkelpanden. In 1882 was hier reeds het nieuwe raadhuis van de gemeente Onstwedde verrezen.
In 1910 verrezen de coöperatieve strokartonfabriek "Ons Belang" en de coöperatieve aardappelmeelfabriek C.V. 'Ons Belang'), in 1914 gevolgd door aardappelmeelfabriek "De Twee Provinciën" aan het Stadskanaal ten noorden van het Pekelderdiep nabij de Gele Klap. Deze laatste fabriek was de grootste van Nederland (12,5% van de nationale productie). Ook verrezen een confectiefabriek en een aantal constructiewerkplaatsen bij de plaats en over de Drentse grens in Nieuw-Buien twee glasfabrieken.

### Eerste uitbreiding: Parkwijk
De fabrieken zorgden voor veel werkgelegenheid en een grote bevolkingsgroei. Deze huizen verrezen op open plekken in de bebouwingslinten langs het hoofddiep, de monden en nabij het centrum tussen het hoofddiep en het Boerendiep. Eind jaren 1920 ontwierp gemeentearchitect Meinen een eerste uitbreidingsplan voor het gebied tussen het Stadskanaal en de S.T.A.R.-spoorlijn tussen de Buinermond en Drouwenermond in het Onstwedder deel van Stadskanaal. Deze Parkwijk werd gerealiseerd met behulp van de werkverschaffing vanaf de jaren 1930 en ligt gecentreerd rond de Stationslaan tussen het kanaal en het station. Aan weerszijden van deze weg, nabij het station en in het Julianapark ten oosten daarvan verrezen villa's, aan westzijde van de Stationslaan burgerwoningen en aan oostzijde van het Julianapark naast veel sociale huurwoningen (zoals langs de Oranjestraat) ook 't Hofje met woningen voor bejaarden. Ook verrezen in deze wijk een HBS (1919), een ijsbaan en een openluchtzwembad. Ondertussen verdwenen de meeste spoorlijnen weer onder druk van de opkomst van het wegvervoer: In de jaren 1950 werd het nog resterende spoor alleen nog voor goederen gebruikt. Ook het kanaal, waarover ooit 40.000 schepen per jaar voeren, moest het afleggen tegen het vervoer over de weg.

### Philips en de groei van Stadskanaal

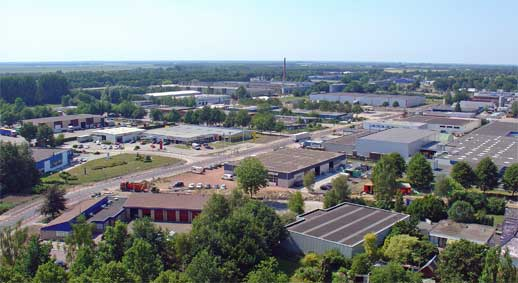
Bedrijventerrein Dideldom met op de achtergrond de voormalige Philipsfabrieken

Na de Tweede Wereldoorlog groeide Stadskanaal sterk. Voornaamste oorzaak hiervan was het feit dat de gemeente Onstwedde Philips in 1955 wist te bewegen om een fabriek voor halfgeleiders te bouwen op het nieuwe bedrijventerrein Dideldom. Deze komst zou de aanwezige grote werkloosheid in het gebied in een klap teniet doen. In eerste instantie werden de gemeentewerven aan de Oude Markt beschikbaar gesteld aan Philips. In 1956 was het aantal werknemers opgelopen tot 200 en werd een tijdelijke productiefaciliteit gebouwd aan de Vledderweg. In 1960 werd uiteindelijk de grote fabriekslocatie aan de Brugstraat en Electronicaweg in gebruik genomen, waar dat jaar reeds 1.000 medewerkers werkten en vervolgens ook een beeldbuisfabriek werd gevestigd, waardoor het aantal werknemers opliep tot meer dan 3.000. Voor de vestiging van Philips werden een middelbare technische school, een sportcomplex en een vliegveld (Vliegveld Stadskanaal bij Vledderveen in 1961) gerealiseerd. Ook werden de reeds bestaande plannen voor een schouwburg (Theater Geert Teis in 1967) en bibliotheek om deze reden doorgezet. Het tijdelijke Gezondheidscentrum werd in 1968 vervangen door het nieuwe Refaja Ziekenhuis. Een van de drijvende krachten achter deze plannen was ondernemer Grietinus Zwartsenberg. De gelden voor de industrialisatie van Stadskanaal kwamen deels van het Rijk, dat Stadskanaal in 1959 had aangewezen als een van de industriekernen van Groningen.
Voor deze werknemers werden nieuwe wijken opgezet zoals het plan Ter Maars, waarbij ten noordoosten van het vroegere Boerendiep vanaf 1959 in vier jaar tijd de uitlegwijk Maarsstee uit de grond werd gestampt. Daarvoor werd in 1960 ook het Boerendiep gedempt om er een brede verkeersweg overheen te kunnen aanleggen. In de jaren 1960 werd vervolgens de wijk Maarswold aangelegd, gevolgd door de wijk Maarsveld eind jaren 1960. Het reeds in aanbouw zijnde Ceresdorp (1953) onder Musselkanaal werd in 1977 eveneens uitgebreid om Philips-medewerkers te kunnen huisvesten. Bij dit dorp ontstond het gelijknamige Ceresmeer, dat door dumpingen van Philips tussen 1965 en 1975 zwaar vervuild raakte met barium afkomstig van onder andere glasafval van beeldbuizen. Ten zuidoosten van Maarsstee verrezen vanaf 1975 de wijken De Hagen, de Vogelwijk en de wijk De Borgen, waarvan de laatste pas eind jaren 1990 was volgebouwd. Hierdoor groeide Stadskanaal uit tot de op een na grootste gemeente van de provincie, na de stad Groningen.
Met de industrialisatie sneuvelden veel veenkoloniale kenmerken van Stadskanaal en veel karakteristieke winkelpanden. Met de nieuwe wijken verschoof het centrum van Stadskanaal opnieuw, ditmaal naar het gebied tussen de oorspronkelijke lintbebouwing van het kanaal en de uitbreidingswijken ten noorden daarvan. In 1970 werd hier een nieuw winkelcentrum gebouwd met moderne zakenpanden. Tussen de nieuwe wijken van Stadskanaal werd in 1973 sport- en recreatiegebied Pagedal geopend.

### Recente ontwikkelingen
Vanaf 1978 bouwde Philips zijn activiteiten in Stadskanaal gestaag af, waarbij eind jaren 1970 duizenden banen verloren gingen. Vanaf 2000 werden de resterende fabrieksactiviteiten overgeheveld naar andere locaties, waaronder China. In 2006 werden de activiteiten beëindigd. Het vroegere Philipsterrein werd daarop gesaneerd. Het goederenvervoer over het spoor nam eveneens af, waarop in 1990 de laatste spoorlijn naar Veendam en Musselkanaal uit bedrijf werd genomen en door stichting Stadskanaal Rail voortaan als toeristische spoorlijn werd geëxploiteerd. Nadat in 2011 de lijn tussen Zuidbroek en Veendam echter werd heropend voor personenvervoer, ontstonden er ook plannen om de spoorlijn Stadskanaal - Zuidbroek nieuw leven in te blazen. In 2019 werden de benodigde gelden bijeengebracht om in de toekomst ook weer een spoorverbinding voor personenvervoer naar station Stadskanaal te heropenen.
Vlak voor de eeuwwisseling werd begonnen met de aanleg van waterwijk Waterland in een deel van de voormalige Vloeivelden. Het Refaja Ziekenhuis fuseerde in 2015 met twee andere zorginstellingen en zag in de jaren 2010 steeds meer zorgfuncties verdwijnen naar andere plaatsen.
Op 5 januari 2021, brandde de McDonald's in Stadskanaal af, door een onbekende reden.

## Bevolkingsontwikkeling
| Bevolkingsontwikkeling Stadskanaal tussen 1849 en 2020                                                                                  |
| --- |
| |
| Bron: Volkstellingen (1849-1960: optelling delen in Wildervank en Onstwedde; excl. schepen; inc. Boerendiep en inc. buiten kom) en CBS. |

## Voorzieningen

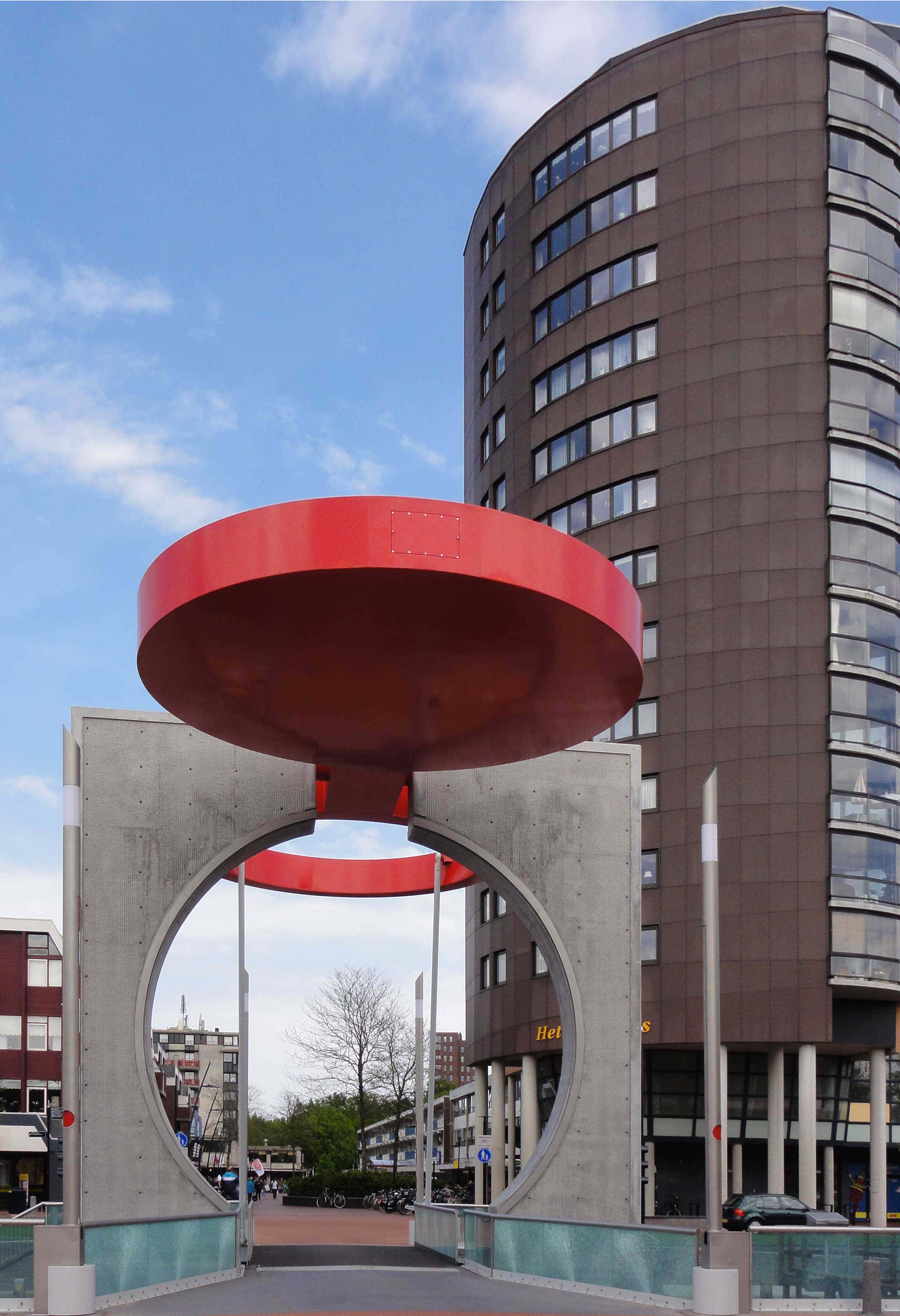
De nieuwe Eurobrug na de ingebruikname; 2012

In Stadskanaal zijn diverse scholengemeenschappen voor het voortgezet onderwijs aanwezig zoals het pc-rk Scholengemeenschap Ubbo Emmius (vmbo-tl, havo, vwo), het ROC Noorderpoort (vmbo-kbl, vmbo-tl, havo, vwo, bbl, mbo). Ook heeft de plaats een regionaal ziekenhuis: het Refaja Ziekenhuis en een verpleeghuis: Parkheem. Er is een aantal sportverenigingen, een manege en een overdekt zwembad gelegen in het Pagedal, een park met onder meer een spartelvijver. Dit park is door middel van een rode tuibrug (De Rode Loper) voor fietsers en voetgangers, die het A.G. Wildervanckkanaal en de N366 overspant, verbonden met het Vledderbos. In het centrum zijn een schouwburg (het Theater Geert Teis), een servicebioscoop (Smoky), een bibliotheek, een sporthal de Spont en het gemeentehuis. Ook is er een overdekt winkelcentrum en is er elke zaterdag markt. Daarnaast zijn er diverse welzijnsvoorzieningen, zoals het jongerencentrum 'de Kwinne', de welzijnsvoorziening voor ouderen 'de Spont' en de accommodatie voor sociaal cultureel werk "het Kompas" in de wijk Maarsveld. Deze voorzieningen worden geëxploiteerd door de Stichting Welstad, waarvan het hoofdkantoor zich eveneens in de wijk Maarsveld bevindt.

### Sport
- Sportvereniging Jahn II (gymnastiek, atletiek, basketbal, handbal)
- Voetbalverenigingen SJS, SC Stadskanaal en VV SPW
- IJsvereniging Eendracht (schaatsen)
- Zwem- en poloclub ZPC
- Volleybalvereniging VC Tyfoon.
- HockeyClub Stadskanaal en Omstreken (HCSO)
- BC Stadskanaal (badminton)
- CSV (gymnastiek)
- Judovereniging Tan-Ren-Jutsu
- Korfbalvereniging Stadskanaal `74
- Tennisvereniging STB
- Kanovereniging Stadskanaal en Omstreken (KVSO)
- Scoutingvereniging Stadskanaal
- Handbalvereniging Jahn II Stadskanaal
- Dansschool Feel the Move

### Cultureel
- Streekhistorisch Centrum (Ceresstraat 2), museum over de geschiedenis van de Kanaalstreek en Westerwolde
- Museum Musica (Scheepswerfkade 35), museum over muziekinstrumenten in de vroegere hervormde evangelisatie
- Museum Philips Stadskanaal (Hunsingolaan 1A/Hoofdstraat 80), museum over de geschiedenis van Philips in Stadskanaal
- Stichting Stadskanaal Rail, museumspoorlijn tussen Veendam, Stadskanaal en Musselkanaal

## Verkeer en vervoer

### Verbindingen
Het Stadskanaal was eind negentiende eeuw een van de drukst bevaren scheepvaartroutes, tegenwoordig wordt het voornamelijk gebruikt door de pleziervaart. Stadskanaal ligt aan de N366, de N374 en de N378, terwijl op enige kilometers afstand de N33 en de N34 liggen. Ook de in Duitsland gelegen A31 (Autobahn 31) is een belangrijke (vakantie)route richting het Duitse Ruhrgebied en verdere bestemmingen richting het zuiden.

### Openbaar vervoer

#### Geschiedenis
De eerste railverbinding kreeg Stadskanaal in 1881 toen de Eerste Groninger Tramway-Maatschappij haar paardentramlijn van Zuidbroek via Veendam naar Wildervank verlengde naar Stadskanaal. Deze lijn werd in 1894 verder naar het zuiden verlengd tot aan Valthermond. In 1895 volgde de doortrekking naar Ter Apel.
Busbedrijf Sijpkes uit Buinerveen onderhield vanaf 1895 een omnibuslijndienst tussen Stadskanaal en Borger. Het bedrijf werd later een vaste vervoerder van medewerkers van Philips en verhuisde in 1975 naar Stadskanaal.
Op 15 juni 1905 opende de Noordoosterlocaalspoorweg-Maatschappij (NOLS) de lijn Assen – Stadskanaal. Deze maatschappij opende later dat jaar het traject Coevorden – Gasselternijveen van de lijn naar Zwolle, waar de treinen doorreden naar Stadskanaal. In 1910 werd de lijn tussen Stadskanaal en Zuidbroek geopend die door liep naar Delfzijl.
De paardentramlijn van de EGTM kwam in grote problemen na de opening van deze spoorlijnen en het gedeelte tussen Zuidbroek en Stadskanaal werd in 1914 opgeheven. Het gedeelte tussen Stadskanaal en Ter Apel is nog tot 1923 geëxploiteerd.
De Groningsch-Drentsche Spoorwegmaatschappij Stadskanaal-Ter Apel-Rijksgrens (STAR) opende in 1924 haar lijn naar Ter Apel met het doel de grens over te gaan, dat is er echter nooit van gekomen. In 1935 werd het personenvervoer op deze lijn beëindigd. Deze lijn begon bij Station Stadskanaal en de plaats had met stopplaats Stadskanaal Oost nog een spoorweghalte aan deze spoorlijn.
In 1938 werd de lijn tussen Stadskanaal en Emmen opgeheven. Hetzelfde lot wachtte de lijn tussen Stadskanaal en Assen in 1947. In 1953 werd het personenvervoer tussen Zuidbroek en Stadskanaal beëindigd. Het goederenvervoer tussen Musselkanaal, Stadskanaal en Veendam werd in 1990 stopgezet. Een dreigende opbraak van deze lijn kon worden voorkomen door de Stichting Stadskanaal Rail (STAR) die van de lijn een museumspoorlijn maakte en in 1994 startte met het rijden met stoomtreinen.

#### Huidig openbaar vervoer
Het busstation van Stadskanaal is een regionaal knooppunt voor het openbaar vervoer, waar de volgende buslijnen samenkomen:
- streekbus 14 naar Alteveer - Onstwedde - Vlagtwedde - Winschoten
- streekbus 24 naar Nieuw-Buinen - Buinerveen - Buinen - Borger - Rolde - Assen en naar Nieuwe Pekela - Oude Pekela - Winschoten
- streekbus 71 naar Bareveld - Wildervank - Veendam
- streekbus 73 naar Musselkanaal - Ter Apel - Weerdinge - Emmen
- streekbus 74 naar Musselkanaal - Valthermond - Valthe - Klijndijk - Emmen
- streekbus 75 naar Musselkanaal - Tweede Exloërmond - Odoorn - Klijndijk - Emmen
- streekbus 107 naar Stadskanaal - Bareveld - Annerveenschekanaal - Hoogezand - Groningen
- schoolbus 173 naar Ter Apel - Emmen
- Qliner 312 naar Gasselternijveen - Gasselte - Gieten - Annen - Haren - Groningen
- buurtbus 512 naar Mussel - Kopstukken - Sellingen

#### Toekomst
In 2013 heeft de provincie Groningen besloten de spoorlijn Zuidbroek-Veendam te verlengen naar Stadskanaal en weer personenvervoer mogelijk te maken. De treindienst zal worden gaan uitgevoerd door Arriva. In 2019 werd door de provincie een overeenkomst bereikt met ProRail, het Ministerie van Infrastructuur en Waterstaat, de STAR en Arriva voor de uitvoering van de plannen waarvoor 67,5 miljoen euro wordt uitgetrokken. De openstelling werd toen verwacht in 2025.
Verder wordt er nagedacht over aanleg van een spoorlijn naar Emmen. Deze verbinding zou dan onderdeel worden van de zogenaamde Nedersaksenlijn, een doorgaande spoorverbinding tussen Enschede en Groningen.

## Bezienswaardigheden

### Kerken
Hervormden, gereformeerden en vrijgemaakten
De eerste kerk die in Stadskanaal gebouwd werd was de hervormde recht gesloten Semsstraatkerk aan de Semsstraat 2, waartoe in 1821 het besluit werd genomen en die in 1830 in gebruik werd genomen. In 1863 volgde de hervormde Oosterkadekerk aan de Oosterkade 5 naar ontwerp van de plaatselijke aannemer Egbert Roelfs Kleve. In deze kerk bevindt zich een Petrus van Oeckelenorgel uit 1876. In hetzelfde jaar dat deze kerk gebouwd werd, werd naast deze kerk aan de Oosterkade 6 ook de bijbehorende pastorie gebouwd. In 1905 werd de hervormde evangelisatie 'Beth-El' aan de Scheepswerfkade 35 gebouwd, waarvan de toren in 1972 van het dak afwaaide. Naast deze kerk verrees eveneens in 1905 aan de Scheepswerfkade 34 de bijbehorende kosterwoning. Na de sluiting van 'Beth-El' in 1988 werd het in gebruik genomen door Museum Musica, die ergens rond 2000 een nieuwe toren op het pand liet plaatsen. In 1910 werd de hervormde kapel 'Pniel' gebouwd aan de Cereskade en in 1975 volgde de hervormde kerk 'De Hoeksteen' aan het Velingspad. De PKN-kerk heeft de Semsstraatkerk en De Hoeksteen in gebruik. De Oosterkadekerk is in handen van de hervormde gemeente Nieuw-Stadskanaal (hervormde gemeente binnen de PKN) en werd in 2010 uitgebreid met het verenigingsgebouw 'De Rank'.
In 1845 volgde de eerste gereformeerde kerk; de Poststraatkerk aan de Poststraat 30 die in 1862 werd vergroot, in 1909 werd gesloopt en vervangen werd door een nieuw neorenaissancistische kruiskerk met geveltoren en slanke naaldspits van de hand van Christoffer Linzel op dezelfde plek. Een andere gereformeerde kerk ('Jachin') verrees in een onbekend jaar (de gemeente werd opgericht in 1919) aan de Ceresstraat. Dit gebouw werd met de fusering van deze gemeente met die van de Poststraatkerk in 1980 gesloten en in 1987 werd het gebouw gesloopt. In 1971 ten slotte werd nog een gereformeerde kerk ('De Wijkplaats') gebouwd, die in 1999 werd gesloten en in 2006 werd gesloopt. De PKN heeft de Poststraatkerk nog in gebruik.
In 1944 ontstond met de vrijmaking een eerste vrijgemaakte gemeente die een jaar lang kerkte in de synagoge. In 1945 verhuisden de vrijgemaakten naar het gymlokaal van de christelijke HBS-school (uit 1860, later gesloopt voor winkelcentrum) en in 1948 naar een gebouw aan de Wilhelminalaan. Een andere vrijgemaakte gemeente vestigde zich in 1949 in een christelijke school (uit 1917) aan de Pekelderstraat, die werd verbouwd tot kerk. In 1969 fuseerde deze vrijgemaakte gemeente met de eerdergenoemde, in 1987 werd het gebouw gesloopt om plaats te maken voor nieuwbouw. Het gebouw aan de Wilhelminalaan werd in 1980 verruild voor het huidige pand 'De Kandelaar' aan de Navolaan.
Joden
In 1860 werd de synagoge van Stadskanaal gebouwd na een aantal jaar van tegenwerking. In de Tweede Wereldoorlog werden de meeste joden weggevoerd en door de Duitsers vermoord. Slechts enkele Joden hebben de oorlog overleefd. In 1964 werd de synagoge afgebroken. In 1988 werd de overgebleven Joodse gemeente opgeheven en toegevoegd aan die van Groningen.
Katholieken
In 1848 werd aan de Poststraat 38 een katholieke kerk gebouwd. Deze werd echter in 1953 weer gesloopt, waarna in 1955 de huidige driebeukige katholieke Onze Lieve Vrouwe ten Hemelopnemingkerk gereed kwam met een zware brede toren naar ontwerp van Jan van Dongen (jr.).
Evangelisch-lutheranen
In 1857 kreeg de plaats een Evangelisch Lutherse gemeente, die in 1875 een kerk liet bouwen aan de Hoofdkade 2. Deze kerk werd tussen 1964 en 1966 sterk gewijzigd, maar in 2000 weer teruggebracht in de oude -kleinere- vorm.
Baptisten
De baptisten - de eerste baptistengemeente van Nederland - bouwden in 1867 in Stadskanaal hun eerste kerk, die in 1963 werd gesloopt en vervangen door een nieuw gebouw aan de Handelsstraat (nu Stadskanaal-Noord). Vanuit dit gebouw werd in 1971 een baptistenkerk aan De Wilgen gesticht (sinds 1975 Stadskanaal-Zuid).
Doopsgezinden
De doopsgezinden stichtten in 1849 een gemeente en bouwden hun eerste vermaning in 1851 aan de Hoofdstraat. Dit gebouw werd in 1966 verkocht aan de gemeente, die het liet slopen om plaats te maken voor winkelpanden. In 1967 verrees een doopsgezinde vermaning aan het Boerendiep. Na een fusie met Wildervank is deze gemeente sinds 2006 onderdeel van de dat jaar opgerichte doopsgezinde gemeente 'Noordoost Nederland', die haar zetel heeft in Veendam, maar het gebouw wel aanhoudt.
Overige kerkgenootschappen
In 1961 werd aan de Luxemburglaan de christelijk-gereformeerde kerk 'Het Lichtbaken' gebouwd. In 1963 werd aan de Baronielaan een gebouw van de Nieuw-Apostolische Kerk gebouwd. Aan de Irenelaan werd in 1955 een kerkgebouw gebouwd, waar vroeger de Jehova's getuigen zaten en sindsdien de Pinkstergemeente Stadskanaal. De Jehova's getuigen verhuisden later naar hun huidige locatie in de koninkrijkszaal aan de Spoorstraat. In 2007 werd een evangelische gemeente gesticht die kerkt in de Scholengemeenschap Ubbo Emmius aan de Maarsdreef. De vergadering van gelovigen heeft reeds lange tijd een kerkgebouw genaamd 'Rehoboth' aan de Hoofdkade, die in 2006 als eerste van dit kerkgenootschap een voorganger had.

### Gemeentelijke- en Rijksmonumenten
- Burgemeester Lieseschool (ca. 1924)
- Slachthuis (1925) aan de Oosterstraat 73 in expressionistische vormen van waarschijnlijk Otto Linzel
- Handelsstraat 59 (ca. 1918) winkel met late jugendstildetails
- Handelsstraat 58 (1950) winkel in wederopbouwarchitectuur
- Postkade 15 (1930) bakkerswinkel van Jacob Piening.

### Woningen
- Ruim 30 dubbele arbeiderswoningen langs de Oranjestraat (1938) van Jacob Meinen
- 't Hofje (1938) u-vormig complex van bejaardenwoningen van Jacob Meinen
- Een tiental arbeiderswoningen (1915) aan de Industriestraat die gebouwd werden door de vroegere aardappelmeelfabriek Twee Provinciën
- Huize Ter Marse (1884) een villa aan de Ceresstraat 2 die in 1910 haar huidige ingangspartij kreeg en nu dienstdoet als streekmuseum
- De Beuk (1905) een directeurswoning aan de Drouwenerstraat 4
- Oosterkade 4 (ca. 1870) eclectische burgerwoning
- Drouwenerstraat 3 (ca. 1885) eclectische burgerwoning
- villa Hoofdstraat 91 (1912) in laat-neoclassicistische vormen
- villa Zonrondom (1919) aan de Handelskade 40 met late jugendstildetails van Egbert Warringa
- Scheepswerfstraat 38-39 (1881) een oldambtster boerderij van Cornelis Jacobus Brill
- Handelsstraat 8 (1880) dwarshuisboerderij
- H.J. Kniggestraat 39 (1906) villaboerderij

### Industrieel en waterstaatkundig erfgoed
- Springersverlaat of Eerste Verlaat (1789) tegenover Unikenkade 68
- Olthofsverlaat of Tweede Verlaat (1828) tegenover H.J. Kniggestraat 121
- Buinersluis of Derde Verlaat (1819) bij Hoofdkade 104A
- Brugwachterswoning aan de Oosterkade 1 (ca. 1880) met terugwijkend hekgedeelte ondersteund door gietijzeren kolom
- Brugwachterswoning aan de Handelskade 44 (1920) met horizontale sierbanden
- Brugwachtershuisje (bouwjaar onbekend) bij de Tweede Afdraai nabij Cereskade 29
- IJzeren geklonken ophaalbrug tussen Scheepswerfkade 2B en 8 van Roelf Koster
- Scheepswerf Holtman: directeurswoning en constructiewerkplaats (beide ca. 1880) aan de Hoofdkade 164 en 165. Aan de aangrenzende Brugkade staan nog enkele bij de werf behorende arbeiderswoningen. De werf werd gesloten bij de demping van de Buinermond.
- Scheepswerf Koster: dienstwoning (1909) en constructiewerkplaats (1904) aan de Scheepswerfstraat 9 en 10. Resten van de in 1873 door Hendrik Jan Koster opgerichte scheepssmederij, die later doorging als scheepswerf.
- Houtzagerij: directeurswoning (ca. 1910, Drouwenerstraat 4), dienstwoningen (ca. 1910, Drouwenerstraat 5-6) en houten loodsen (ca. 1920, Drouwenerstraat 7)
- Watertoren (1935) aan de Ceresstraat 1 van Hermann Friedrich Mertens
- De 45 meter hoge Philips-schoorsteen (1960) bij Electronicaweg 1

### Natuur
- Het Pagedal, bestaande uit het Pagebos en de Pageplas.
- Pagediep: een gekanaliseerde beek tussen Stadskanaal en Onstwedde
- Veenhuizerstukken, de voormalige vloeivelden van het aardappelmeelfabriek TTP die sinds 1989 zijn ingericht als natuurreservaat
- Het Vledderbos
- Julianapark (1922) park van Jan Vroom jr.
- Ceresmeer: een ernstig vervuild meer achter het industrieterrein Dideldom

### Overige bezienswaardigheden
- Familiebegraafplaats Uniken ( =kort voor 1859) begraafplaats van de verveendersfamilie Uniken met ongeveer 10 graven
- Joodse begraafplaats (1849) tegenover Gedempte Ceresdiep 1 Musselkanaal

## Hoogbouw in Stadskanaal
- Maashorst (1996) - 17 verdiepingen, 56 meter hoog
- Het Raethuys (2000) - 15 verdiepingen, 52 meter hoog
- 't Kofschip (2008) - 15 verdiepingen, 52 meter hoog
- Stadshart - 11 verdiepingen
- Achterstekamp - 11 verdiepingen
- Cityhotel - 10 verdiepingen
- Renneflat - 10 verdiepingen (gesloopt in 2020)
- Westermarke - 9 verdiepingen
- Blokwieke - 8 verdiepingen
- Atlantis - 7 verdiepingen
- Wiekeflat - 7 verdiepingen

## Evenementen
- Verrassend Stadskanaal is een bundeling van diverse activiteiten. Het evenement vindt eenmaal in de twee jaar plaats en duurt twee dagen. Op de eerste dag is er voor de scholieren het gedeelte Go Sports. Met deze activiteit wil de organisatie kinderen in aanraking brengen met diverse sporten. Verder is het Muziekspektakel een vast onderdeel op de avond van de tweede dag. In 2006 waren er optredens van onder meer Ali B, Yes-R en EliZe. In 2008 waren aanwezig: Krezip, Jeroen van der Boom en The Opposites.
- De Knoalster Nacht: de nacht voor Koningsdag op 26 april met optredens van diverse artiesten, gevolgd door de vrijmarkt op 27 april.
- De Nelli Cooman Games: een sinds 1997 jaarlijks terugkerend atletiekevenement op de atletiekbaan te Stadskanaal.
- De Klap tot Klaploop: een jaarlijks terugkerende loopwedstrijd (hoofdafstand 10 km) die oorspronkelijk liep van de IJzeren naar de Gele Klap (= brug). Tegenwoordig gaat de loop van de Parkstraat in Musselkanaal naar de Hemendwarsweg (Rabobank) in Stadskanaal.
- De Internationale Pinksterraces: een jaarlijks terugkerende motorsportwedstrijd (grasbaan) op de Tweede Pinksterdag op Sportpark Noord.